# Łoza (Mostki)
Łoza – przysiółek wsi Mostki w Polsce, położony w województwie podkarpackim, w powiecie niżańskim, w gminie Jarocin.
W latach 1975–1998 przysiółek administracyjnie należał do województwa tarnobrzeskiego.